# Medaglia commemorativa dell'enciclica "Grande Munus"
La Medaglia commemorativa dell'enciclica "Grande Munus" venne istituita da papa Leone XIII nel 1881 per commemorare l'emissione dell'omonima enciclica.

## Insegne
La  medaglia consiste in un ovale di bronzo dorato riportante sul diritto il busto di Leone XIII rivolto verso sinistra, attorniato dalla legenda "LEO XIII PONT. MAX." e sotto il busto "GRANDE MVNVS". Il rovescio riporta invece la figura dei santi Cirillo e Metodio con la scritta "S. CYRILLUS S. METHODIUS ROMA 1881" su due righe.
Il nastro è giallo con una striscia bianca per parte.